# Matthias Hamann
Matthias Hamann (Waldsassen, 10 febbraio 1968) è un dirigente sportivo, allenatore di calcio ed ex calciatore tedesco, di ruolo difensore.

## Biografia
È il fratello maggiore di Dietmar Hamann, a sua volta calciatore.